# Arco natural

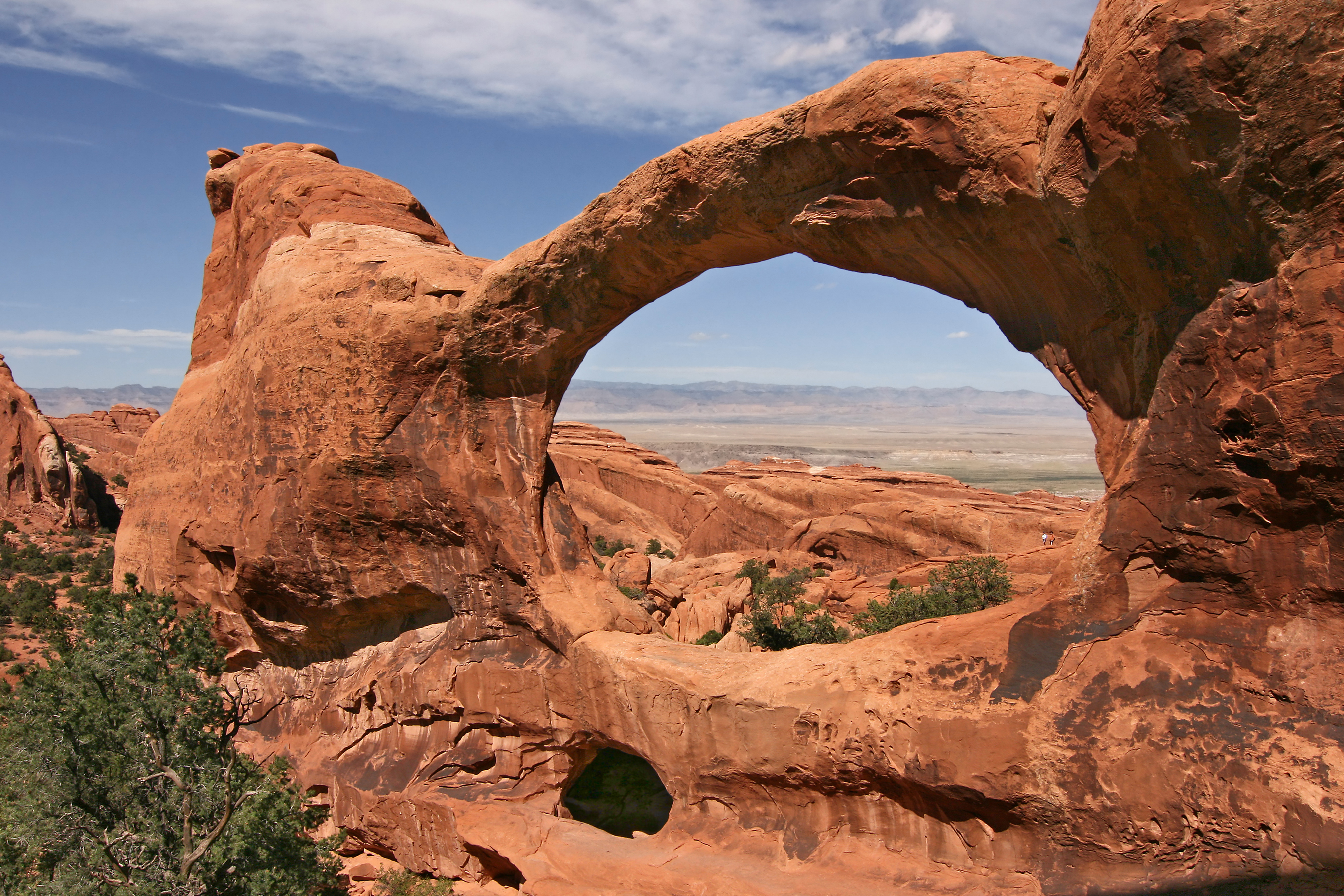
Arco doble, en el oeste estadounidense.

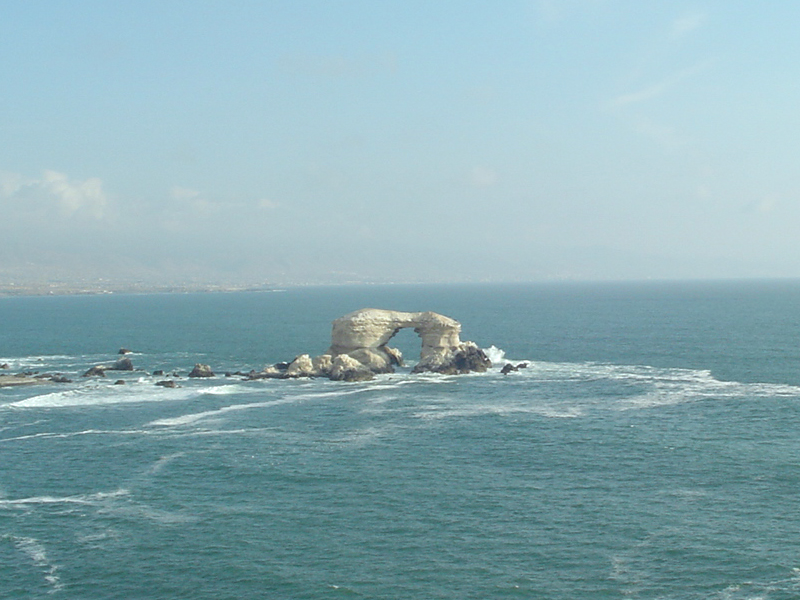
La Portada de Antofagasta.

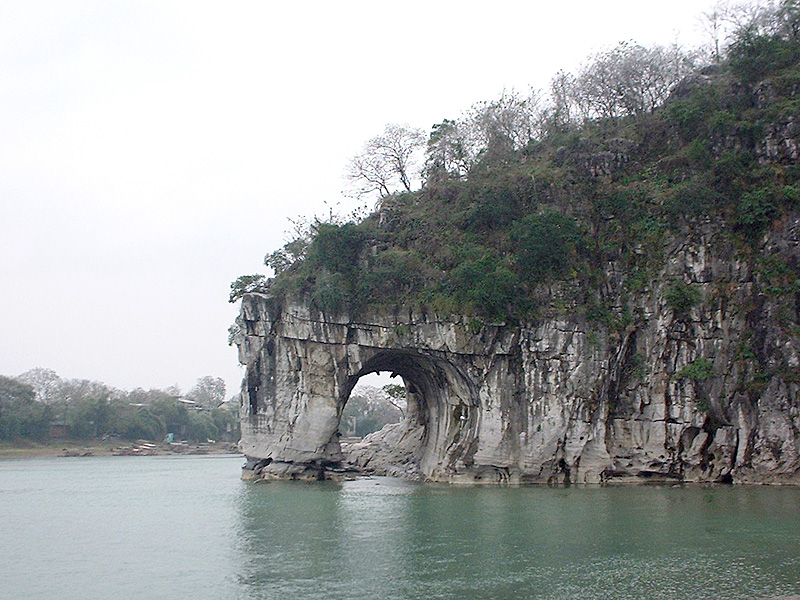
Elephant Trunk Hill.

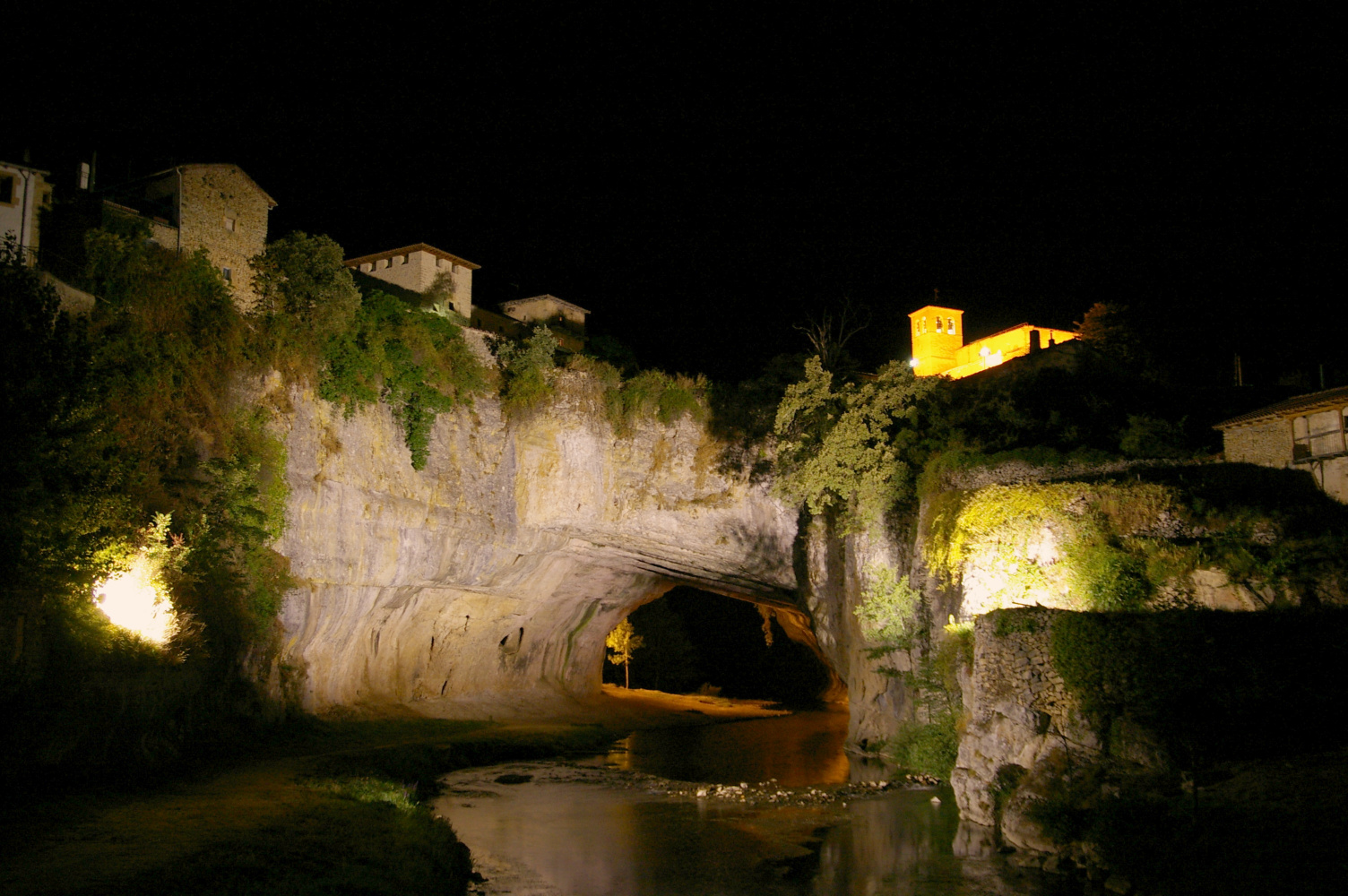
Puente natural de Puentedey.

Un arco natural es una formación geológica en la que se observa un arco o puente de roca natural. La mayoría de los arcos de roca natural se forman junto a acantilados en los que existe un estrato superior de mayor resistencia a la erosión sobre estratos más blandos. La retirada progresiva por agentes erosivos de la base del acantilado a ambos lados de una pared fina con el tiempo dará lugar a un arco, como el Arco de Cabo San Lucas, al sur de la península de Baja California.

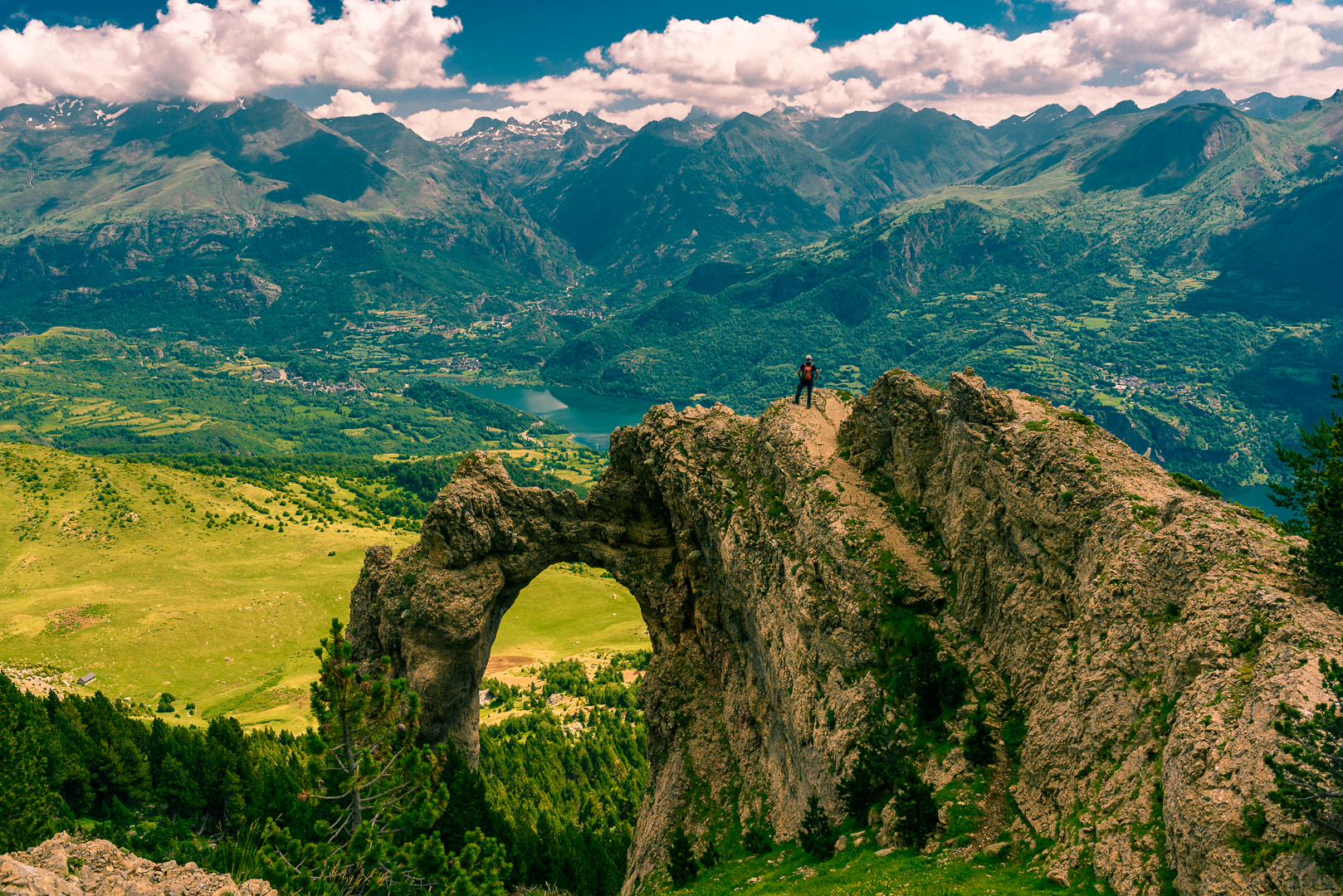
Arco geotectónico en Piedrafita de Jaca. Pirineo aragonés (Huesca)

El agente erosivo puede ser las olas del mar, el agua de un río o, en determinadas circunstancias, el viento. Siempre se debe de cumplir que la erosión sea mayor por la parte baja del acantilado.

## Formación
El arco se forma por una retirada selectiva de partículas de roca debida a un proceso de erosión en el cual influyen los agentes externos y algunos otros internos.
La mayoría de las rocas están formadas por partículas sólidas pequeñas, llamadas granos, los cuales son fragmentos de cristales de varios minerales y una matriz compuesta por partículas más pequeñas, microscópicas. Durante la diagénesis algunos minerales precipitan entre los poros de la roca, formando un cemento que aglutina los granos y la consolida. Asimismo, bajo condiciones de metamorfismo algunos minerales recrecen o se forman otros nuevos, consolidando la roca igualmente.
La erosión macroscópica ocurre cuando algún proceso catastrófico forma pequeñas fracturas en el seno de esta matriz. Esto divide a la roca en grandes fragmentos que pueden sufrir desplazamientos relativos debido a la fuerza de la gravedad o a la presión del agua. En cambio, la erosión microscópica ocurre cuando, por la acción de un determinado agente geológico, se disuelven los cristales del cemento que une los granos de la roca. Ambos erosiones son efectivas aunque a distinta escala de tiempo.
Bajo ciertas condiciones ambientales, la combinación de ambos procesos erosivos formará un arco natural, condiciones que dependerán del tipo de roca, inclinación de los estratos o la exposición de la roca a los agentes geológicos erosivos. Estos procesos deben operar en una secuencia específica para que puedan dar lugar a la formación de un arco.
Algunos arcos naturales sobre ríos se forman a partir de rocas que estaban en el camino de arroyos, que van desgastando la roca por disolución química de sus minerales, hasta penetrarla. En este caso se denominan puentes naturales más que arcos. El monumento nacional natural Bridges, en Utah (Estados Unidos), es un excelente lugar para ver este tipo de puentes.
Los puentes naturales pueden también formarse a partir de la erosión cárstica de cuevas en la roca caliza, que terminan por hundirse pudiendo dejar visibles estas estructuras en la superficie del terreno. Este es el caso de Puentedey, en España, caso singular porque la población a la que da nombre se emplaza sobre el propio puente natural.
En resumen

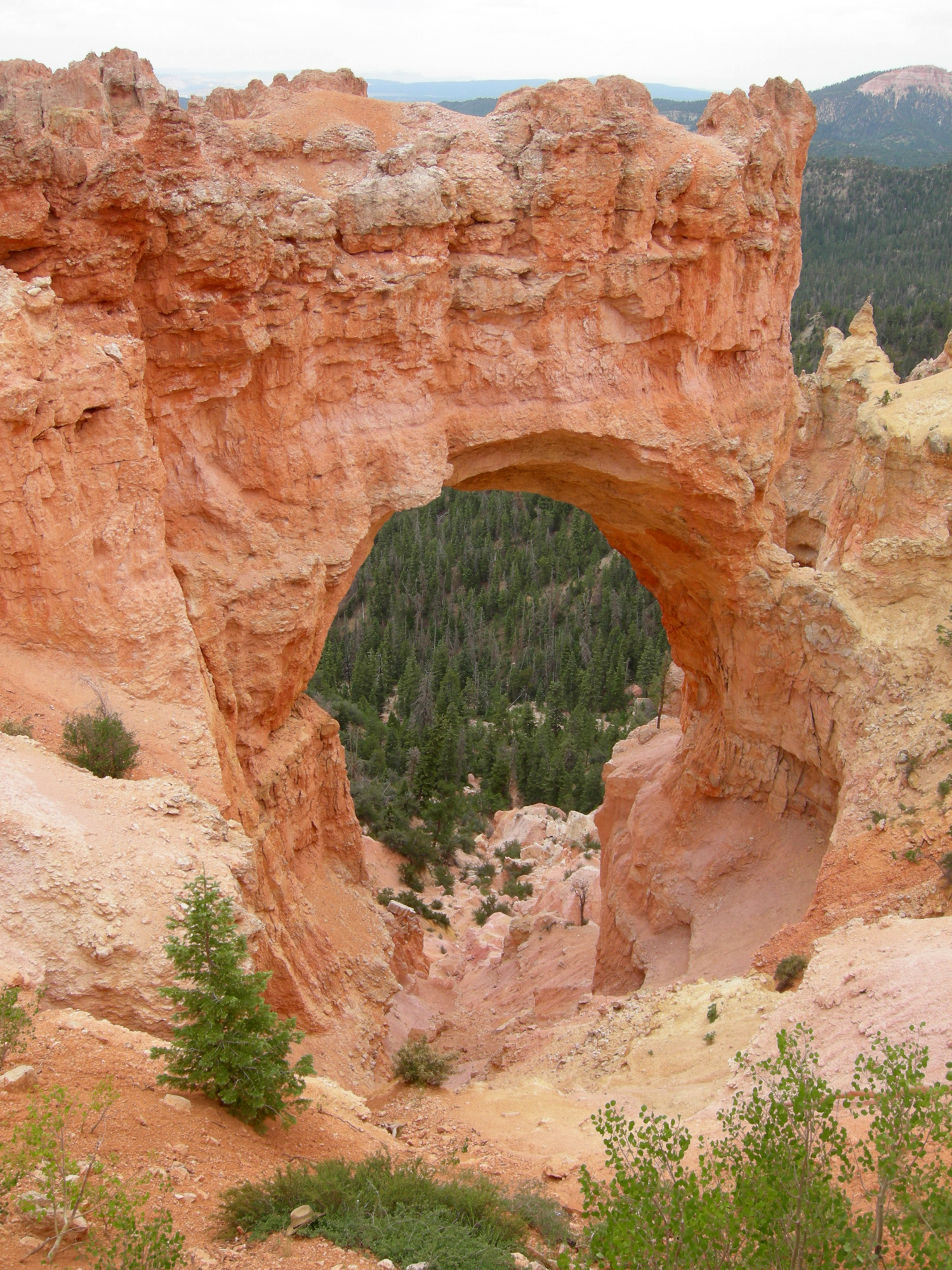
Natural Bridge, Utah.

1. Fracturas profundas penetrando en estratos más o menos homogéneos de roca arenisca o caliza.
2. La erosión desgasta la capas de roca expuestas y aumenta la superficie de las grietas, aislando las estrechas paredes de arenisca.
3. La alternancia de heladas y descongelación causa un desmoronamiento y descamación de la porosa roca arenisca y finalmente corta a través de alguno de los muros.
4. El agujero resultante comienza a agrandar el arco por acción de la caída de grandes rocas o la acción de los agentes geológicos atmosféricos. A veces los arcos se derrumban, dejando sólo restos tirados por el suelo que la erosión se encargará de hacer desaparecer.

Muchos de estos arcos pueden encontrarse en el parque nacional Parque nacional de los Arcos, también en Utah.